# 浄興寺 (江戸川区)
浄興寺（じょうこうじ）は、東京都江戸川区にある浄土宗の寺院。

## 概要
弘安年間（1278年～1288年）、記主禅師良忠によって開山された。1268年（文永3年）、源清が草庵を建てたのが起源である。
境内には、「新川梨」の創始者大塚宗蔵にまつわる文化財がある。「新川梨」は19世紀から20世紀初頭まで当地で栽培された梨で、当時の地場産業であった。その新川梨の碑や大塚宗蔵一族の墓や大塚氏先祖の木像などがある。

## 文化財
- 木造大塚氏先祖夫妻坐像 - 江戸川区登録有形文化財・彫刻[4]
- 大塚宗蔵の墓 - 江戸川区登録有形文化財・史跡[5]
- 新川梨の碑 - 江戸川区登録有形文化財・歴史資料[3]
- 力誉上人筆子塚 - 江戸川区登録有形文化財・歴史資料[6]
  - 力誉は浄興寺24世[6]
- 順定和尚筆子塚 - 江戸川区登録有形文化財・歴史資料[7]
  - 順定は浄興寺25世[7]
- 声誉上人・随誉上人筆子塚 - 江戸川区登録有形文化財・歴史資料[8]
  - 声誉は浄興寺26世、随誉は27世[8]

## 交通アクセス
- 一之江駅より徒歩14分。